# Morori
Ne doit pas être confondu avec Moriori.
Le morori (ou marori, moraori) est une langue papoue isolée parlée en Indonésie, en Nouvelle-Guinée, dans le Kabupaten de Merauke.

## Classification
Le morori est une  langue isolée. 

## Sociolinguistique
La langue est fortement menacée. Les 119 Morori sont un groupe ethnique de taille réduite et vivent dans un seul village, Wasur. La langue n'est plus transmise aux plus jeunes, qui même s'ils comprennent encore souvent la langue, parlent indonésien ou marind.

## Sources
- (en) I Wayan Arka, 2011, Deixis and Grammar in Marori, Workshop on Deixis and Spatial Expressions in Indonesian Languages, 22-23 juillet, Osaka.